# Prišnjak (Tribunj)
Prišnjak je majhen nenaseljen otoček v Jadranskem morju, ki pripada Hrvaški. Otok leži v severni Dalmaciji zahodno od naselja Tribunj, od katerega je oddaljen okoli 1 kilometer.